# Néa Seléfkeia
Néa Seléfkeia är en ort i Grekland.   Den ligger i prefekturen Thesprotia och regionen Epirus, i den västra delen av landet, 300 km nordväst om huvudstaden Aten. Néa Seléfkeia ligger 64 meter över havet och antalet invånare är 1 213.
Terrängen runt Néa Seléfkeia är kuperad åt nordost, men åt sydväst är den platt. Havet är nära Néa Seléfkeia åt sydväst. Runt Néa Seléfkeia är det ganska glesbefolkat, med 45 invånare per kvadratkilometer. Närmaste större samhälle är Igoumenitsa, 2,6 km söder om Néa Seléfkeia. 